# Jet Moto
Jet Moto (в Европе известна как Jet Rider) — гоночная игра, разработанная Sony Interactive Studios America, SingleTrac и изданная Sony Computer Entertainment. 
Выход игры для PlayStation состоялся 31 октября 1996 года для Северной Америки, в феврале 1997 года для Европы и 7 августа для Японии. Для персональных компьютеров на операционной системе Windows игра вышла 30 ноября 1997 года. 4 февраля 2007 года Jet Moto стала доступна для PlayStation Portable и PlayStation 3 через PlayStation Network. Jet Moto предлагает игроку поучаствовать в водных гоночных соревнованиях на мотоциклах, которые могу ездить по воде.

## Геймплей
Jet Moto — игра, отличающаяся от традиционных гоночных игр на автомобилях или мотоциклах. Игрок участвует в соревнованиях по вымышленному виду спорта под названием Jet Moto. Мотоциклисты управляют мотоциклами, которые могут двигаться как и на земле, так и на воде. Гонки проходят в командах по двадцать человек. Персонажи разделены на команды, а сами гонщики украшены логотипами таких продуктов, как Mountain Dew, Butterfinger и K2 Sports, подобных реальным компаниям, спонсирующим гоночные соревнования.

## Оценки
| Сводный рейтинг       | Сводный рейтинг |
| Агрегатор             | Оценка          |
| --------------------- | --------------- |
| GameRankings          | 78,90 %         |
| Русскоязычные издания |                 |
| Издание               | Оценка          |
| «Игромания»           | [ 4 ]           |